# Premi Gabo
El Premi Gabo és un guardó instituït per la Fundació Gabriel García Márquez per al Nou Periodisme Iberoamericà amb l'objectiu de promoure un periodisme millor, la innovació, el rigor en el tractament dels fets i l'ètica per part dels periodistes i mitjans de comunicació que treballen i publiquen regularment en les llengües castellana i portuguesa. Es convoca en el marc d'una col·laboració publicoprivada conformada per la Fundació Gabo, l'Alcaldia de Medellín, Bancolombia i el Grupo de Inversiones Suramericana.
La inspiració del Premi Gabo es troba en els ideals que van dur Gabriel García Márquez a fundar, el 1994, la Fundació Gabo. És considerat el guardó de periodisme més important d'Iberoamèrica. La primera edició del Premi Gabo va ser el 2014, però el certamen té com a antecedent directe el Premi CEMEX+FNPI (2000-2010).